# 覺 (佛教)
覺（羅馬化：bodhi），又譯為悟或道，音譯為菩提，合文作或，佛教术语，字面意思是「覺悟」，了解事物的本質，是指不再生死輪迴，从而导致涅槃的覺悟與智慧。释迦牟尼正是因为成就这种觉悟而成正果，世稱佛陀。遵从佛陀的經教可修成菩提，按部派佛教的说法即成为阿罗汉，按大乘佛教的说法無法證悟，所以修證菩提是佛教徒的崇高理念。

## 字源
在梵語中，Bodhi是一個抽象名詞。源自於動詞字根 budh，字面意義為醒過來、醒覺、注意、知道或了解。巴利語動詞 bujjhati，梵文動詞bodhati （知道、了解）或 budhyate（了解）都來自這個字根。
一個已經覺悟的人，稱為覺者，即是佛陀（Buddha），為陽性名詞；其陰性形態 Buddhi，為能夠覺醒的能力，即覺性，或智性。將菩提與心結合後的複合字菩提心，指的是能夠成佛的心，希望成佛的心願；覺悟的過程，稱為buddhatva。
菩提樹的梵語原名為「畢缽羅樹」(Pippala)，因释迦牟尼在菩提樹下悟道，得名為菩提樹。

## 佛教
覺是指對於四聖諦進行思惟之後，所獲得的智慧。
在修行方法中，有七覺支、三十七菩提分法。

## 菩提之分類

### 三乘菩提
- 菩薩乘菩提
- 緣覺乘菩提
- 聲聞乘菩提

緣覺乘菩提、聲聞乘菩提合稱二乘菩提

## 禪宗
- 禪宗六祖惠能有所謂的「菩提本無樹」的傳法偈。